# Top of the World Tour
El Top of the World Tour fue una gira de conciertos brindados por la banda de country estadounidense Dixie Chicks.

## Lista de canciones
1. "Goodbye Earl"
2. "Some Days You Gotta Dance"
3. "There's Your Trouble"
4. "Long Time Gone"
5. "Tortured, Tangled Hearts"
6. "Travelin' Soldier
7. "Am I The Only One (Who's Ever Felt This Way)"
8. "Hello Mr. Heartache"
9. "Cold Day in July"
10. "White Trash Wedding"
11. "Lil' Jack Slade"
12. "A Home"
13. "Truth No. 2"
14. "If I Fall You're Going Down with Me"
15. "Mississippi"
16. "Cowboy Take Me Away"
17. "Godspeed (Sweet Dreams)"
18. "Landslide"
19. "Ready To Run"
20. "Wide Open Spaces"

Encore:
1. "Top of the World"
2. "Sin Wagon"